# Pflaumen-Steineibe
Die Pflaumen-Steineibe (Prumnopitys andina) ist eine Pflanzenart aus der Gattung der Prumnopitys innerhalb der Familie der Steineibengewächse (Podocarpaceae).

## Beschreibung

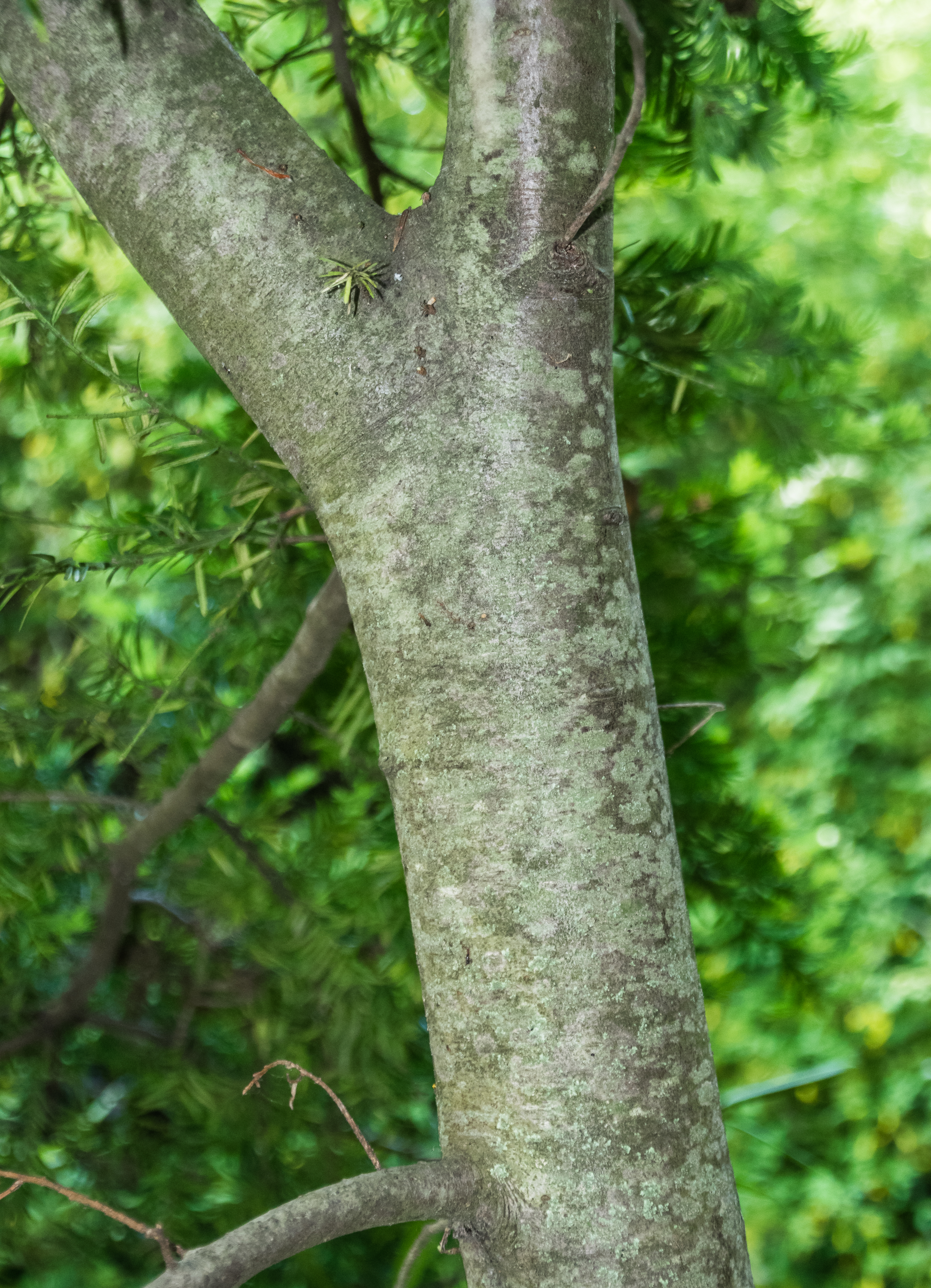
Stamm mit Borke

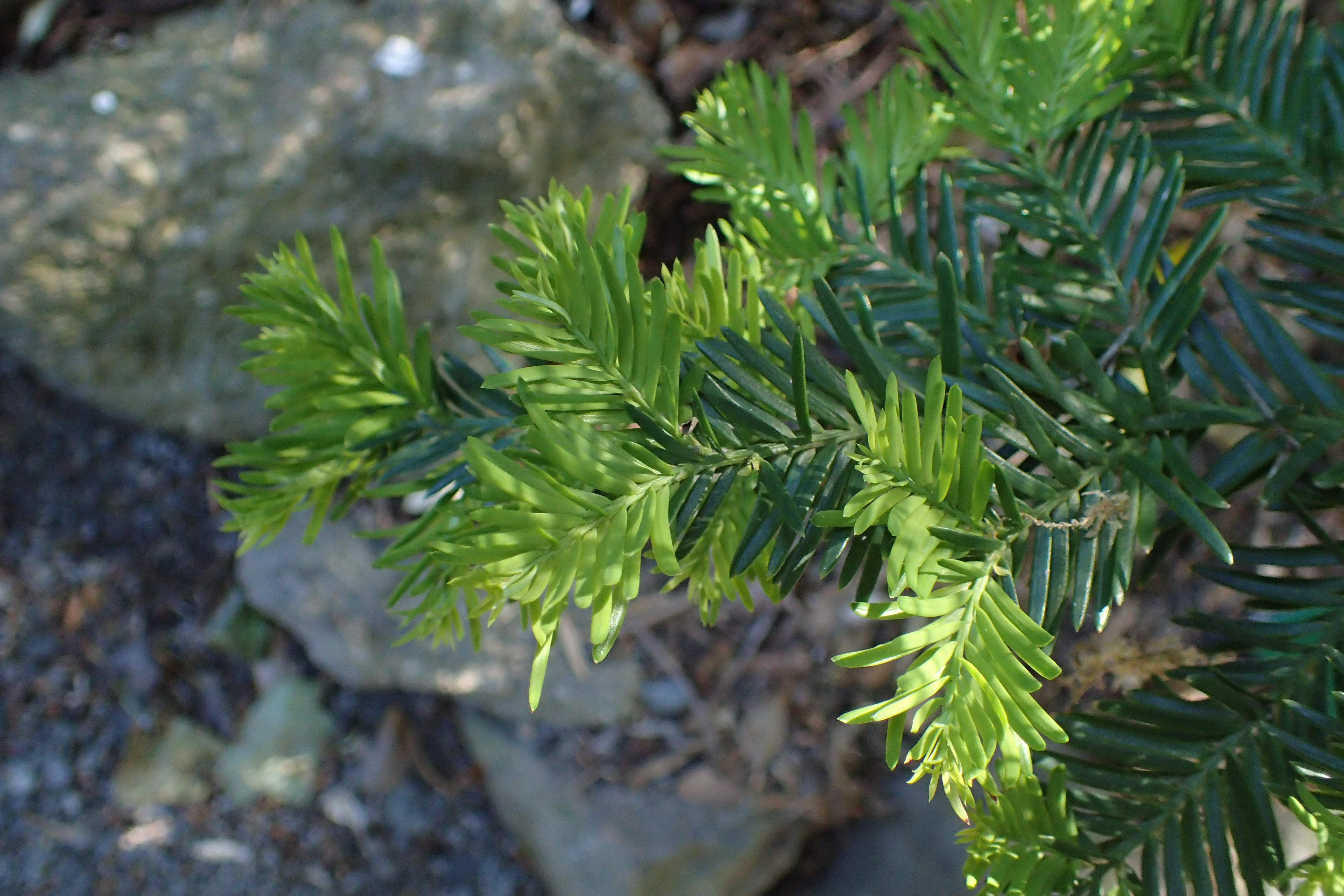
Zweig mit Blättern

### Vegetative Merkmale
Prumnopitys andina wächst als immergrüner Baum und erreicht Wuchshöhen von etwa 15, oder 21 Metern sowie Brusthöhendurchmesser (DBH) von etwa 1 Meter. Die pyramidale bis kugelige Baumkrone ist meist vielstämmig; jeder Stamm bildet eine kegelförmige Spitze aus. Die Borke ist glatt und bei jungen Bäumen schwarz, im Alter dagegen grau bis kupferfarben und runzelig. An den Zweigen ist die Rinde in den ersten beiden Jahren grün. Die Knospen sind eiförmig, grün und sehr klein.
Die Laubblätter sind an jungen Baumexemplaren dunkelgrün, steif und dornspitzig und etwa 2 Zentimeter lang. An alten Exemplaren sind die Blätter dagegen mehr bläulichgrün und bis 5 Zentimeter lang.

### Generative Merkmale
Prumnopitys andina ist zweihäusig getrenntgeschlechtig (diözisch).
Die männlichen Blüten stehen end- und seitenständig; an 3 bis 4 Zentimeter großen blaugrauen Köpfchen befinden sich sieben bis acht knapp 2 Millimeter kleine gelbe Blüten. Die weiblichen Blüten stehen auch end- und achselständig; sie stehen aufrecht in Gruppen zu zweit bis sechst an einem 3 cm langen Stiel und sind kegelförmig und blaugrün. Die von einem Epimatium umgebenen Samen hängen in einem Bündel zu zweit bis sechst an hell gelbgrünen Stielen; sie sind 15 bis 20 Millimeter lang und grün mit weißen erhabenen Punkten.

## Vorkommen und Gefährdung
Prumnopitys andina kommt im südlichen Chile und angrenzenden Gebieten in Argentinien vor. Sie kommt in den chilenischen Regionen Región del Maule (35°52' S) über die Región del Bío-Bío bis zur Región de la Araucanía (39°30' S) vor. Die Fundortangabe aus der argentinischen Provinz Neuquén wurde als Fehlinterpretation bewertet und dieser Fundort liegt auch in Chile.
Prumnopitys andina gedeiht in niedrigen bis mittleren Höhenstufen in Wäldern der Anden in Höhenlagen von 200 bis 1380 Metern. Es sind immer kleine Populationen mit höchstens wenigen hundert Exemplaren.
Prumnopitys andina wurde 2013 in der Roten Liste gefährdeter Arten der IUCN als „Vulnerable“ = „gefährdet“ bewertet. 2013 wurden etwa 10.000 adulte Exemplare geschätzt und die Bestände nehmen ab.

## Taxonomie
Die Erstbeschreibung erfolgte 1847 unter dem Namen (Basionym) Podocarpus andinus durch Eduard Friedrich Poeppig in Stephan Ladislaus Endlicher: Synopsis Coniferarum, Seite 219. Die Neukombination zu Prumnopitys andina (Poepp. & Endl.) de Laub. wurde 1978 durch David John de Laubenfels in Blumea, Volume 24, Issue 1, Seite 189 veröffentlicht. Unter anderem da die Gattungszuordnung dieser Art mehrmals geändert wurde, gibt es mehrere Synonyme für Prumnopitys andina (Poepp. & Endl.) de Laub. sind: Podocarpus spicatus Poepp. non R.Br., Prumnopitys elegans Phil., Podocarpus valdivianus J.Nelson, Nageia andina (Poepp. ex Endl.) F.Muell., Stachycarpus andinus (Poepp. ex Endl.) Tiegh., Nageia valdiviana (J.Nelson) Kuntze, Prumnopitys spicata (Poepp.) Molloy et Muñoz-Schick.

## Verwendung
Auf den britischen Inseln wird Prumnopitys andina in Gärten und Parks als Zierpflanze verwendet.